# 901 هـ
901 هـ هي سنة في التقويم الهجري امتدت مقابلةً في التقويم الميلادي بين سنتي 1495 و1496.

## مواليد
- طاشكبري زاده

## وفيات
- خطيب زاده
- عبد الوهاب بن عربشاه
- محمد بن علي ابن أبي جمهور
- محي الدين النكساري
- مصلح الدين القسطلاني